# Марко Фурије Камил
Марко Фурије Камил (лат. Marcus Furius Camillus, рођ. око 446 — умро 365. године п. н. е.) био је полулегендарни римски државник и војсковођа, слављен у каснијој традицији као Други оснивач Рима. По историчару Титу Ливију, који је био савременик првог римског цара Августа, Камил је 403. п. н. е. био цензор, пет пута је биран за диктатора и четири пута је славио трујумф.

## Порекло и почеци
Камил је припадао патрицијском роду Фурија (Furii), који је пореклом био из латинског града јужно од Рима, Тускула. Први члан породице који се истакао по највишој магистратури био је конзул Секст Фурије Фус који је одбранио Рим од одметнутог војсковође Кориолана и његових Волска 488. године. Током 5. века породица Фурија је дала још неколико високих магистрата између осталих и Луција Фурија Медулина који је три пута вршио службу трибуна са конзулским овлашћењима (432., 425., и 420. године п. н. е.).
Медулин је имао бар три сина најстаријег Луција, средњег Спурија и најмлађег Марка. Марко је већ као дечак служио као камил (camillus) тј. помоћник римског првосвештеника (pontifex maximus) приликом верских обреда. Након тога Камил постаје његов надимак по коме је био познат до краја живота. Међутим, очеве успехе није наставио прво Марко, већ његов старији брат Луције који је у два наврата биран за конзула (413. и 409.) а затим и за конзуларног трибуна неколико пута. У Риму је беснела политичка борба између патриција и плебејаца и Луције Фурије Медулин Млађи је као конзул 409. године омогућио плебејцима да се кандидују за службу квестора. Патрицији су са друге стране покушавали да спрече да се и највиша магистратура, конзулат, отвори за представнике плебејаца па је компромис од 444. године налагао да се бирају или два патрицијска конзула или трибуни са конзулским овлашћењима који су могли бити и плебејци. На притисак сиромашних 406. године уведена је пракса да се римским грађанима који су служили војску дели заједнички задобијени плен на име плате. Медулин Млађи, који је изгледа важио за умеренијег аристократу, биран је за конзуларног трибуна и 405. године. Његов први задатак био је да поведе рат против Веја (Veii), етрурског града на доњем Тибру који је представљао римског такмаца у борби за контролу речне долине.

## Цензура и опсада Веја
По Вароновој хронологији, Камил је 403. био један од цензора. По Ливију, рат се отегао и Римљани су по први пут подигли војне логоре на непријатељској територији. Пошто је сталне војне испоставе требало издржавати, Камил је као цензор увео нарочити порез на неожењене. Рат је, можда по узору на легендарни Тројански, потрајао чак десет година. Камил је, као војни трибун 401. и 398. године, морао да поведе рат и са савезницима Веја, градовима Капеном и Фалеријима. Након тога Римљани су претрпели неколико пораза и најпосле су 396. изабрали Камила за диктатора. По Ливију, који је и сам сматрао описане догађаје вредним театра, Камил се заветовао римској богињи плодности Mater Matuta (понегде изједначена са Јуноном или Аурором) да ће обновити њен храм у Риму ако му обезбеди победу. Након тога је поразио савезнике Веја и опсео сам град. Пошто нису могли да заузму градске бедеме, римски војници су ископали тунел испод земље и тако упали у град. Наводно, Римљани су пут ка површини нашли баш кроз под храма посвећеног локалној богињи Уни, идентичној са римском Mater Matuta. По легенди, у храму је краљ Веја управо приносио жртву, када је свештеник објавио да ће онај ко заврши обред добити и рат. Објаву су чули и војници у тунелу који су потом искочили из свог заклона, принели жртву богињи и затим провалили на градске улице. Камил је убрзо прихватио предају града иако је војницима дозвољена пљачка. Количина плена је надмашила сва очекивања и диктатор се затим захвалио боговима на успеху. Међутим, током говора се спотакао што је међу Римљанима тумачено као лош предзнак и за сам Рим и за Камилову каријеру.
Пад Веја после десетогодишњег рата сматра се једним од најважнијих успеха римске војске увреме ране Републике. Рим је својој држави придружио и територију пораженог града и по неким проценама тиме је територија републике увећана за 70%. Одузимањем земље која је припадала Вејима Рим је добио довољно земље за насељавање својих сиромашних грађана. Камил је у Рим ушао у тријумфу и пратеће свечаности су потрајале укупно четири дана. Победа над Вејима промовисала је Рим у најзначајнију град-државу у средњој Италији. Иако је сачувана традиција деловала неверодостојно и самом Ливију, археолошка ископавања потврђују да у првој четвртини 5. века етрурска керамика готово потпуно нестаје из средње Италије, док је специфична римска замењује.

## Галска најезда
Наредних година Римљани су успешно водили ратове са савезницима Веја. Као конзуларни трибун за 394. Камил је опсео Фалерије, етрурски град северно од Рима. По једној од анегдота, током римске опсаде локални учитељ је са својим ученицима, међу којима су били и синови најугледнијих грађана, дошао у римски логор и понудио Камилу децу као таоце помоћу којих ће лако заузети град. Камил је уз презир одбио понуду уз опаску да и у рату, као и у миру, владају одређени закони. Учитељ је осрамоћен враћен у Фалерије док су га његови ученици шибама терали испред себе. У знак захвалности, сенат Фалерија је одлучио да добровољно прихвати врховну власт Рима.
Након што је у Риму наступило раздобље просперитета, поново је дошло до даљих борба између патриција и плебејаца и богатих и сиромашних. У жару политичких борби Камил је, по Плутарху, оптужен од стране народних трибуна да је војницима ускратио прилику да опљачкају Фалерије. У знак протеста отишао је у добровољно изгнанство и у одсуству је осуђен на огромну новчану казну.
Док се Камил склонио у град Ардеју, на неких 35 km јужно од Рима, самом граду је запретила нова велика опасност. По традиционалној верзији догађаја, 390. (или 387. године п. н. е. по грчком историчару Полибију) једна група Гала насељених у долини реке По упустила се у пљачку крајева јужно од Апенина. Гали су затим опсели етрурски град Клузиј, а римски посланици који су упућени да посредују у мирном разрешењу сукоба упустили су се у борбу против варвара. Галски поглавар Брен је у знак одмазде подигао опсаду и својих 40 000 ратника повео на Рим. На брзину окупљена римска војска се разбежала након битке са Келтима на реци Алији, а пред надолазећом војском Рим је евакуисан док се се војно способни мушкарци утврдили на брегу Капитолу.
Камил је у Ардеји већ дочуо да су Гали заузели и опљачкали Рим, а такође и да су се остаци римске војске поражени на Алији окупили у Вејима. Римљани из Веја су послали курира на Капитол и предложили да се Камил опозове из прогонства одлуком окупљених грађана, који су у том тренутку деловали као куријатска скупштина, и да му се повери диктатура. Камил је одлуку прихватио у Вејима, док је Капитол за то време успешно бранио бивши конзул Марко Манилије. Међутим, како се Капитол није могао ослободити галског притиска и несташице хране, а како се међу Галима појавила епидемија маларије, дошло је до преговора. Брен је пристао да се повуче под условом да му се исплати огромна откупнина од 1000 либара злата. По романтичној причи сачуваној код Ливија, Камил и његова војска се појавила у тренутку када је трајало одмеравање откупнине праћено сталним препиркама између римских магистрата и галских поглавара. Камил је одмах раскинуо уговор изговарајући се својим диктаторским овлашћењима, а Галима је наредио да се прихвате оружја или повуку. Затим је Камил наложио Римљанима да се припреме за битку уз речи да ,,гвожђем а не златом обновићемо отаџбину". Након тога Римљани су у два наврата потукли недисциплиноване Гале и Камил се вратио у Рим као тријумфатор. Том приликом поздрављен је као Нови Ромул, Други оснивач Рима и Отац отаџбине.

## Легендарна обнова Рима
Рим је тако преживео галску најезду, али је сам град по предању био спаљен и тешко опустошен. Археолошки налази потврђују да град није разаран у првим деценијама 4. века, али археологија потврђује да је у том периоду дошло до сеоба келтских племена из средње Европе у медитеранске крајеве. Било како било, по Ливију, Риму је уследила обнова. Град је наводно лежао у рушевинама и народни трибуни су предложили да се напусте руине и читава популација пресели у Веје. Камил је затим убедио сенат да не дозволи велику сеобу и под његовом командом спроведена ја обнова града. Злато које је изнето из храмова ради исплате откупа сада је посвећено врховном божанству, Јупитеру Најбољем и Највећем и послату у његов храм на Капитолу. Остали храмови су ритуално прочишћени од светогрђа које их је погодило. Поред тога, римским удатим женама, које су и свој накит приложиле ради ослобођења града, јавно је изнесена похвала и захвалница. Камил је установио традицију по којима су у погребним свечаностима матроне изједначене са својим супрузима тиме што су и њима сада држани подсмртни говори. По плановима обнове, центар града је поплочан каменом и у њему су подигнуте јавне зграде док су приватне куће сада померене ка периферији града.
Рим је ваљало обновити и на спољнополитичком плану пошто су Латини и Волсци, користећи се тешким тренутком по Рим, одбацили савезништво и обновили древна непријатељства. Сенат је у таквој ситуацији именовао Камила поново за диктатора. Он је римску војску поделио на три дела, при чему је сада један остао да чува Рим. Остала два су послата против Етрураца и Волска. Камил је лично потукао Волске, а затим је са успехом ратовао и против Етрураца. По повратку у Рим поново му је одобрен тријумф. Савезнички градови који су остали верни Риму током кризе, Веји, Фидена и Капена, добили су пуно римско грађанско право.

## Даље борбе
И 386. Камил је био биран за конзуларног трибуна ради даљих борби са Волсцима и Етрурцима. Камил је био успешан у овим ратовима али италски ривали Рима нису натерани на склапање мира. Међутим, у самом Риму све већу пажњу је привлачила политика Марка Манилија, војсковође који је због одбране Капитола од Гала добио почасни надимак Капитолски (Capitulinus = Капитолин). По историчару Ливију, Капитолин је гајио љубомору према Камилу коме су приписане све заслуге за спасавање Рима, те је и због тога у политичком погледу решио да приђе плебејцима и подржи њихове захтеве за укидање дугова. Ова дужничка криза у Риму могла је бити последица страдања града у време доласка Келта. Манилије је на форуму театрално плаћао дугове оних којима је претило ропство тврдећи да није спасао град да би сада његови суграђани вођени у ланцима, што би им се десило и да су варвари заузели Капитол. Манилијево држање је уплашило сенат који је почео све гласније да га назива претњом по институције републике. Капитолин је 384., године у којој је Камил по пети пут биран за конзуларног трибуна, оптужен да тежи краљевској власти и гласовима народне скупштине осуђен на смрт. Није познато да ли је Камил имао учешћа у читавом случају.
У наредним годинама, Волсци су се удружили са два најмоћнија града у јужном Лацију, Пренестом и Велитром. Камил је 381. поново биран за трибуна са конзуларним овлашћењима. На рачун свог слабог здравља и одмаклих година покушао је да избегне преузимање дужности, али је народна скупштина одбила његов захтев. Уз Камила као трибун је именован његов синовац Луције који му је током ратног похода служио као помоћник. Насупрот младом и агресивном Луцију, искусни Марко Камил је поново донео победу Римљанима, али није успео да поврати град Сатрик који су претходно заузели непријатељи. У повратку заузео је одметнути савезнички град Тускул из кога је пореклом била и његова породица.
Рат са Волсцима је и даље настављен, али се времешни Камил повукао у приватан живот све док 368. године Лациј није погодила нова навала Гала. Камил је по пети пут изабран за диктатора у време када је имао скоро осамдесет година. По Плутарху Камил је наоружао своје војнике дугим копљима, снабдео их гвозденим шлемовима и наредио да се њихови дрвени штитови учврсте бронзаним рамовима. На тај начин римска војска је спречила јаросне јурише Гала и амортизовала њихову употребу дугих мачева. Римљани су тада по први пут стекли самоувереност у борбама против Гала.

## Крај борбе патриција и плебејаца и Камилова смрт
Камилов престиж, потврђен победом над Галима, омогућио му је да предузме одлучну улогу у окончању политичких борби патриција и плебејаца. Плебејци су услед сталне претње дужничким ропством захтевали од сената да се најзад дозволи избор за конзула једном од припадника њиховог сталежа. Вође плебејаца била су два народна трибуна Луције Секстије Латеран и Гај Лициније Столон који су претили да неће дозволити даље изборе магистрата све док се не реше горућа питања. Упркос закону и поред избора диктатора трибуни су одбили да пристану на суспензију својих магистратура. Камил је затим искористио своја диктаторска овлашћења да организује сусрет сенатора и народних трибуна који се завршио попуштањем сенатора и њиховим пристанком да се и плебејцима дозволи избор на место конзула. Заузврат, створене су две нове магистратуре, претори и курулни едили, за које су могли да се кандидују само патрицији. Народна скупштина је усвојила Закон Лицинија и Секстија (Lex Licinia Sextia) 367. и од 366. године је обнародован. За првог плебејског конзула изабран је бивши народни трибун Луције Секстије Латеран, а за једног од претора Камилов син Спурије. Тиме је дуготрајна борба патриција и плебејаца завршена и од тада та два сталежа више нису представљали политичке категорије.
Наредне 365. године у Риму је избила епидемија од које су помрли један од цензора, један курулни едил и тројица народних трибуна. Међу жртвама заразе био је и Камил који је умро у својој осамдесет и првој години, а по Плутарху Римљани су га више жалили него било којег од преминулих магистрата.
Камил се данас сматра првим римским државником чије се постојање може сматрати веродостојним. Наравно, многи делови римске историје прве половине 4. века п. н. е. и Камилове биографије многу се сматрати апокрифним. Ипак, Камилове војне успехе у борби са италским племенима и Галима не би требало доводити у питање.